# SAP Open 2004 - Qualificazioni singolare
Le qualificazioni del singolare  dello  SAP Open 2004 sono state un torneo di tennis preliminare per accedere alla fase finale della manifestazione. I vincitori dell'ultimo turno sono entrati di diritto nel tabellone principale. In caso di ritiro di uno o più giocatori aventi diritto a questi sono subentrati i lucky loser, ossia i giocatori che hanno perso nell'ultimo turno ma che avevano una classifica più alta rispetto agli altri partecipanti che avevano comunque perso nel turno finale.
Le qualificazioni del torneo SAP Open 2004 prevedevano 32 partecipanti di cui 4 sono entrati nel tabellone principale.

## Teste di serie
1. Alex Kim (ultimo turno)
2. Cecil Mamiit (Qualificato)
3. Zack Fleishman (Qualificato)
4. Andres Pedroso (ultimo turno)

1. K. J. Hippensteel (Qualificato)
2. Ronaldo Carvalho (primo turno)
3. Wayne Odesnik (secondo turno)
4. Thomas Blake (ultimo turno)

## Qualificati
1. K. J. Hippensteel
2. Cecil Mamiit

1. Zack Fleishman
2. Alexander Reichel

## Tabellone

### Legenda
| - Q = Qualificato - WC = Wild card - LL = Lucky loser | - ALT = Alternate - SE = Special Exempt - PR = Protected Ranking | - w/o = Walkover - r = Ritirato - d = Squalificato |

### Sezione 1
|  | Primo turno    | Primo turno       | Primo turno       | Primo turno | Primo turno |  |  | Secondo turno | Secondo turno     | Secondo turno     | Secondo turno     | Secondo turno     |   |   | Ultimo turno | Ultimo turno | Ultimo turno | Ultimo turno | Ultimo turno |  |
|  |                |                   |                   |             |             |  |  |               |                   |                   |                   |                   |   |   |              |              |              |              |              |  |
|  | 1              | Alex Kim          | Alex Kim          | 6           | 6           |  |  |               |                   |                   |                   |                   |   |   |              |              |              |              |              |  |
|  |                | Tomas Penicka     | Tomas Penicka     | 2           | 1           |  |  | 1             | Alex Kim          | Alex Kim          | 6                 | 6                 |   |   |              |              |              |              |              |  |
|  | Roger Anderson | Roger Anderson    | 4                 | 6           | 7           |  |  |               | Roger Anderson    | Roger Anderson    | 0                 | 4                 |   |   |              |              |              |              |              |  |
|  | Eric Basica    | Eric Basica       | 6                 | 3           | 64          |  |  |               |                   |                   |                   |                   |   |   | 1            | Alex Kim     | Alex Kim     | 65           | 3            |  |
|  | Brandon Coupe  | Brandon Coupe     | Brandon Coupe     | 7           | 3           |  |  |               |                   | 5                 | K. J. Hippensteel | K. J. Hippensteel | 7 | 6 |              |              |              |              |              |  |
|  | Alex Witt      | Alex Witt         | Alex Witt         | 5           | 0r          |  |  |               | Brandon Coupe     | Brandon Coupe     | 62                | 1                 |   |   |              |              |              |              |              |  |
|  | 5              | K. J. Hippensteel | K. J. Hippensteel | 6           | 6           |  |  | 5             | K. J. Hippensteel | K. J. Hippensteel | 7                 | 6                 |   |   |              |              |              |              |              |  |
|  |                | Daniel Hiddleson  | Daniel Hiddleson  | 1           | 2           |  |  |               |                   |                   |                   |                   |   |   |              |              |              |              |              |  |

### Sezione 2
|  | Primo turno     | Primo turno        | Primo turno        | Primo turno | Primo turno |  |  | Secondo turno | Secondo turno  | Secondo turno  | Secondo turno | Secondo turno |   |   | Ultimo turno | Ultimo turno | Ultimo turno | Ultimo turno | Ultimo turno |  |
|  |                 |                    |                    |             |             |  |  |               |                |                |               |               |   |   |              |              |              |              |              |  |
|  | 2               | Cecil Mamiit       | Cecil Mamiit       | 6           | 6           |  |  |               |                |                |               |               |   |   |              |              |              |              |              |  |
|  |                 | Travis Rettenmaier | Travis Rettenmaier | 4           | 2           |  |  | 2             | Cecil Mamiit   | Cecil Mamiit   | 6             | 6             |   |   |              |              |              |              |              |  |
|  | Nenad Toroman   | Nenad Toroman      | 6                  | 4           | 7           |  |  |               | Nenad Toroman  | Nenad Toroman  | 3             | 2             |   |   |              |              |              |              |              |  |
|  | Fritz Wolmarans | Fritz Wolmarans    | 3                  | 6           | 5           |  |  |               |                |                |               |               |   |   | 2            | Cecil Mamiit | Cecil Mamiit | 6            | 6            |  |
|  | Andrew Carlson  | Andrew Carlson     | Andrew Carlson     | 6           | 7           |  |  |               |                | 8              | Thomas Blake  | Thomas Blake  | 3 | 1 |              |              |              |              |              |  |
|  | Aaron Talarico  | Aaron Talarico     | Aaron Talarico     | 4           | 62          |  |  |               | Andrew Carlson | Andrew Carlson | 64            | 4             |   |   |              |              |              |              |              |  |
|  | 8               | Thomas Blake       | Thomas Blake       | 7           | 6           |  |  | 8             | Thomas Blake   | Thomas Blake   | 7             | 6             |   |   |              |              |              |              |              |  |
|  |                 | Doug Bohaboy       | Doug Bohaboy       | 65          | 4           |  |  |               |                |                |               |               |   |   |              |              |              |              |              |  |

### Sezione 3
|  | Primo turno    | Primo turno    | Primo turno    | Primo turno | Primo turno |  |  | Secondo turno | Secondo turno  | Secondo turno  | Secondo turno  | Secondo turno  |   |   | Ultimo turno | Ultimo turno   | Ultimo turno   | Ultimo turno | Ultimo turno |  |
|  |                |                |                |             |             |  |  |               |                |                |                |                |   |   |              |                |                |              |              |  |
|  | 3              | Zack Fleishman | Zack Fleishman | 6           | 6           |  |  |               |                |                |                |                |   |   |              |                |                |              |              |  |
|  |                | Ogidi Obi      | Ogidi Obi      | 1           | 3           |  |  | 3             | Zack Fleishman | Zack Fleishman | 6              | 6              |   |   |              |                |                |              |              |  |
|  | Travis Parrott | Travis Parrott | 4              | 7           | 6           |  |  |               | Travis Parrott | Travis Parrott | 4              | 3              |   |   |              |                |                |              |              |  |
|  | Scott Lipsky   | Scott Lipsky   | 6              | 5           | 4           |  |  |               |                |                |                |                |   |   | 3            | Zack Fleishman | Zack Fleishman | 6            | 6            |  |
|  | Michael Jessup | Michael Jessup | 5              | 6           | 6           |  |  |               |                |                | Michael Jessup | Michael Jessup | 3 | 2 |              |                |                |              |              |  |
|  | Lesley Joseph  | Lesley Joseph  | 7              | 4           | 3           |  |  |               | Michael Jessup | Michael Jessup | 6              | 6              |   |   |              |                |                |              |              |  |
|  | 7              | Wayne Odesnik  | Wayne Odesnik  | 6           | 6           |  |  | 7             | Wayne Odesnik  | Wayne Odesnik  | 4              | 2              |   |   |              |                |                |              |              |  |
|  |                | Trent Aaron    | Trent Aaron    | 1           | 2           |  |  |               |                |                |                |                |   |   |              |                |                |              |              |  |

### Sezione 4
|  | Primo turno       | Primo turno       | Primo turno       | Primo turno | Primo turno |  |  | Secondo turno     | Secondo turno     | Secondo turno     | Secondo turno     | Secondo turno |   |   | Ultimo turno | Ultimo turno   | Ultimo turno | Ultimo turno | Ultimo turno |  |
|  |                   |                   |                   |             |             |  |  |                   |                   |                   |                   |               |   |   |              |                |              |              |              |  |
|  | 4                 | Andres Pedroso    | Andres Pedroso    | 6           | 6           |  |  |                   |                   |                   |                   |               |   |   |              |                |              |              |              |  |
|  |                   | Joshua Olivas     | Joshua Olivas     | 1           | 4           |  |  | 4                 | Andres Pedroso    | 6                 | 6(1)              | 6             |   |   |              |                |              |              |              |  |
|  | Ryan Haviland     | Ryan Haviland     | Ryan Haviland     | 6           | 6           |  |  |                   | Ryan Haviland     | 3                 | 7                 | 2             |   |   |              |                |              |              |              |  |
|  | Tres Davis        | Tres Davis        | Tres Davis        | 3           | 4           |  |  |                   |                   |                   |                   |               |   |   | 4            | Andres Pedroso | 4            | 6            | 4            |  |
|  | Alexander Reichel | Alexander Reichel | Alexander Reichel | 7           | 6           |  |  |                   |                   |                   | Alexander Reichel | 6             | 3 | 6 |              |                |              |              |              |  |
|  | Marcio Torres     | Marcio Torres     | Marcio Torres     | 65          | 4           |  |  | Alexander Reichel | Alexander Reichel | Alexander Reichel | 6                 | 6             |   |   |              |                |              |              |              |  |
|  |                   | Jamil Al Agba     | 2                 | 6           | 7           |  |  | Jamil Al Agba     | Jamil Al Agba     | Jamil Al Agba     | 4                 | 2             |   |   |              |                |              |              |              |  |
|  | 6                 | Ronaldo Carvalho  | 6                 | 3           | 65          |  |  |                   |                   |                   |                   |               |   |   |              |                |              |              |              |  |